# Darcy Rose Byrnes
Darcy Rose Byrnes (ur. 4 listopada 1998 w Kalifornii) – amerykańska aktorka, która grała m.in. w serialach Żar młodości, Gotowe na wszystko i Jej Wysokość Zosia.

## Filmografia

### Seriale
- 2003–2007: Żar młodości jako Abby Carlton
- 2007: Moda na sukces jako Abby Carlton
- 2008: Jak poznałem waszą matkę jako Lucy Zinman
- 2009: Zaklinacz dusz jako Drew Stanton
- 2010–2012: Gotowe na wszystko (Desperate Housewives) jako Penny Scavo
- 2012–2018: Jej Wysokość Zosia (Sofia the First) jako księżniczka Amber
- 2016, 2020: Elena z Avaloru jako księżniczka Amber
- 2021–2022: Big Shot jako Harper Schapira

## Nagrody
- 2008 Young Artist Award za najlepszą rolę w serialu telewizyjnym Recurring Young Actress Żar młodości.
- 2006 Young Artist Award za najlepszą rolę w serialu telewizyjnym Guest Starring Young Actress w Żar młodości.
- 2005 Young Artist Award za najlepszą rolę w serialu telewizyjnym Young Actress Age Ten or Younger w Żar młodości.